# Elizabet Blekvel
Elizabet Blekvel (engl. Elizabeth Blackwell, 3. februar 1821 — 31. maj 1910) bila je prva žena lekar u SAD i prva registrovana u Medicinskom Registru Velike Britanije. Bila je prva identifikovana žena koja je diplomirala medicinsku školu, pionir u obrazovanju žena u medicini i isticala se u pokretu za prava žena.

## Detinjstvo i mladost
Elizabet Blekvel rođena je u Bristolu i provela detinjstvo u kući u Vilsonu. Bila je treća od devetoro dece Samjuela Blekvela i njegove žene Hane (rođena Lejn). Blekvelovi su mogli da priušte obrazovanje za njihove brojne sinove i takođe verovali da bi i njihova ćerka mogla da dobije isto obrazovanje.
Dok je odrastala, Blekvelova je izgubila šest sestara i dva brata. Jedne noći, kada je Elizabet imala jedanaest godina, požar je uništio posao njenog oca. Godine 1832. porodica je emigrirala u SAD. Blekvelovi su bili veoma religiozni i verovali su da su svi ljudi jednaki pred Bogom. Zbog svog verovanja, bili su protiv ropstva. Samjuel je video priliku koja mu je omogućula da otvori refinerije u Ohaju u kojoj robovi ne bi želi šećer, pa su se Blekvelovi preselili u Sinsatiju. Tri meseca nakon preseljenja, Samjuel je umro od bilijarne groznice.

## Karijera
Nakon smrti oca, Blekvelova je preuzela očevu karijeru u Kentakiju, da bi mogla da plati medicinsku školu. Bilo joj je neprijatno da vodi posao. Postala je aktivna u pokretu za borbu protiv ropstva, baš kao i njen brat Henri Braun Blekvel (koji je oženio Lusi Stoun). Drugi brat, Samjuel Čarls Blekvel oženio se sa Antonaetom Braun, veoma važnog člana borbe za prava žena. Godine 1835. otišla je u Ešfild, u Severnoj Karolini.
Pohađala je Ženevski Medicinski Fakultet u Njujorku. Ona je tamo prihvaćena - navodno zbog toga što je fakultet predložio svim studentima da glasaju, a studenti su mislili da je njen zahtev bio prevara - i hrabra predrasuda nekih profesora i učenika da treba da završi svoju obuku.
Dana 11. januara 1849, Blekvelova je postigla medicinski stepen u SAD i diplomirala 23. januara 1849.
Zbog zabranjene prakse u većini bolnica, savetovana je da ode u Pariz, ali je morala da nastavi svoju obuku kao studira da postane babica, a ne lekar. Dok je bila tamo, njena obuka je prekinuta jer je dobila ozbiljnu infekciju oka, gnojnu upalu očiju, od bebe koju je lečila. Morali su hirurški da joj odstrane oko i zamene ga staklenim okom. Zbog ovog gubitka nadala se da će postati hirurg.
Godine 1857. Blekvelova, njena sestra Emili i doktorka Mari Zarkzevska osnovale su sopstvenu ambulantu, Njujoršku ambulantu namenjenu lečenju siromašnih žena i dece. Tokom Američkog Građanskog rata, Blekvelova je obučila mnoge žene da budu medicinske sestre i poslala ih u Vojsku Unije (engl. Union Army). Mnoge žene su bile zainteresovane za obuku u tom trenutku. Blekvelova se vratila u Englesku 1853. gde je pohađala Bedforski koledž za žene godinu dana.

## Galerija slika
- Poštanska marka sa likom Elizabete Blekvel